# 賴恩鎮區 (堪薩斯州索姆奈縣)
賴恩鎮區（英語：Ryan Township）為美國堪薩斯州索姆奈縣轄下的鎮區。2010年美国人口普查中此鎮區人口有177人。

## 地理
賴恩鎮區涵蓋總面積為92.1平方（35.55平方英里），其中陸地面積為92.1平方（35.55平方英里），水域面積為0平方（0.00平方英里）或0.00%。

## 人口統計
根據2010年美國人口普查，賴恩鎮區人口有177人，其中男性有88人，女性有89人，人口密度為每平方公里1.92人，住房計106戶。鎮區內的白人有158人，非裔美國人有10人，美洲原住民有0人，亞裔美國人有0人，太平洋島裔美國人有0人，其他種族有7人，混血種族則有2人。此外鎮區內有4人為西班牙裔或拉丁裔美國人。此鎮區之年齡中位數為46.8歲，而男性年齡中位數為47.3歲，女性年齡中位數為46.3歲。

## 交通

### 主要公路
- 160號美國國道
- 49號堪薩斯州州道